# Lambrugo
Lambrugo är en ort och kommun i provinsen Como i regionen Lombardiet i Italien. Kommunen hade 2 538 invånare (2018).